# NGC 4
NGC 4 је спирална галаксија у сазвјежђу Риба.